# Jorge Miramón
Jorge Miramón Santagertrudis (Saragozza, 2 giugno 1989) è un calciatore spagnolo, difensore dell'AEK Larnaca.

## Carriera
Ha giocato nella prima e nella seconda divisione spagnola.

## Palmarès

### Club

#### Competizioni nazionali
- Segunda División: 1

Leganés: 2023-2024
- Coppa di Cipro: 1

AEK Larnaca: 2024-2025